# Insula de 1 milion
Insula de 1 milion este un game show românesc bazat pe formatul Million Dollar Island . Show-ul a avut premiera pe data de 16 martie 2024 pe postul Kanal D.   Show-ul este filmat în Republica Dominicană și este prezentat de Cosmin Cernat. 

## Format
Urmând premisa celorlalte versiuni internaționale, show-ul prezintă un grup care sunt părăsiți într-o zonă izolată, unde trebuie să își asigure mâncare, apă, foc și adăpost. Participanții se despart în tabere. La sosire, fiecărui concurent, i se dă o brățară numerotată în valoare de 20.000 de lei, astfel încât cele 50 de brățări împreună valorează 1 milion de lei. În fiecare episod, Roata Puterii este rotită, oricine ce are numărul pe care aterizează roata trebuie să nominalizeze 4-10 participanți sau 2 tabere pentru a concura în Arenă. Fiecare insular din Arenă trebuie să-și pună toate brățările în oală. Concurentul câștigător va primi toate brățările. Participanții fără brățări vor concura pentru a-și câștiga brățara înapoi de la câștigătorul Arenei. Concurenții fără brățări trebuie să primească o brățară de la unul dintre colegii lor sau vor fi eliminați. Singura modalitate de a vă transfera brățara este să părăsiți jocul. Brățările pot fi date oricărui altcineva.    

### Difuzare
Show-ul a avut premiera pe 16 martie 2024 pe Kanal D și este difuzat de sâmbătă până duminică de la ora 21:00 și luni de la ora 20:00.